# جاكوب غيليس
جاكوب غيليس هو سياسي هولندي، ولد في 1691 في هولندا، وتوفي في 10 سبتمبر 1765 في هولندا.